# Palestinian Media Watch
De Palestinian Media Watch is een Israëlische organisatie die Palestijnse media en schoolboeken kritisch in de gaten houdt.
Veel Palestijnse media blijken geweld tegen Israël te verheerlijken, ook wordt opgeroepen tot haat tegen Joden. Omdat dit in het Arabisch gebeurt blijft dit veelal in de Westerse wereld onopgemerkt. Palestinian Media Watch vertaalt diverse programma's en plaatst ze op haar website. Omdat Palestijnse media grotendeels uit Europese gelden worden betaald, dringt Palestinian Media Watch er bij de Europese Unie op aan dit onderwerp bij de Palestijnse Autoriteiten aan de orde te stellen. Veroordeelde Palestijnse terroristen in Israëlische gevangenissen krijgen echter ook na 2013 nog altijd salarissen van de PA uit budget voor hulp dat bedoeld is voor bijstand voor de families. Op de Westelijke Jordaanoever zijn oproepen tot haat tegen Joden de laatste jaren ook daadwerkelijk teruggedrongen.
De organisatie wordt deels gefinancierd door de Michael Cherney Foundation.
Op zijn beurt wordt Palestinian Media Watch met argusogen bekeken door Palestijnse organisaties. Na lobbywerk werd het YouTube-kanaal van de organisatie in december 2010 verwijderd. Hierop kwam echter zo veel protest dat het kanaal enkele weken later weer geopend is.